# シベナティ・ノンティンガ
シベナティ・ノンティンガ（Sivenathi Nontshinga、1989年2月15日）は南アフリカのプロボクサー。東ケープ州ニューランズ出身。元IBF世界ライトフライ級王者。

## 来歴
2018年10月21日、イースト・ロンドンのオリエンタル・シアターでティエソ・モディサディフェとABUライトフライ級王座決定戦を行い、9回2分51秒KO勝ちを収め王座を獲得した。
2019年4月7日、ポート・エリザベスのナゴンザレ・ジェベ・ホールでアダム・ヤハヤとIBFインターナショナルライトフライ級王座決定戦を行い、初回1分27秒KO勝ちを収め王座を獲得した。
2019年7月27日、オリエンタル・シアターでシャボンガ・シヨと対戦し、9回1分48秒TKO勝ちを収め初防衛に成功した。
2020年3月8日、オリエンタル・シアターでイバン・ソリアーノと対戦し、5回KO勝ちを収め2度目の防衛に成功した。
2021年4月24日、ポート・エリザベスのボードウォーク・カジノでクリスチャン・アラネタとIBF世界ライトフライ級挑戦者決定戦を行い、初判定となる12回3-0（2者が114-113、115-112）の判定勝ちを収めフェリックス・アルバラードへの挑戦権を獲得した。
2022年9月3日、ソノラ州エルモシージョでエクトル・フローレスと前王者アルバラードの王座返上に伴うIBF世界ライトフライ級王座決定戦を行い、12回2-1（114-113、112-115、116-111）の判定勝ちを収め王座獲得に成功した。
2022年9月7日、ランブル・アフリカ・プロモーションズから離脱しエディー・ハーンのマッチルーム・スポーツ・USAに移籍、南アフリカのプロボクサーとして初めて契約を交わした。
2023年7月2日、イースト・ロンドンのインターナショナル・コンベンション・センターでIBFライトフライ級1位のレジー・スガノブと対戦し、12回3-0（117-110、116-111×2）の判定勝ちを収め初防衛に成功した。
2023年11月4日、モナコ・モンテカルロのカジノ・ド・モンテカルロ・サル・メディシンにてジョー・コルディナ対エドワード・バスケスの前座で、IBFライトフライ級11位のエイドリアン・クリエルと対戦し、プロ初黒星となる2回1分9秒KO負けを喫し王座から陥落した。
2024年2月16日、オアハカ州オアハカでIBF世界ライトフライ級王者のエイドリアン・クリエルとダイレクトリマッチで再戦し、7回にノンティンガが偶然のバッティングで減点されるなど劣勢となるも、逆転となる10回44秒TKO勝ちを収め王座返り咲きに成功した。
2024年6月21日、IBFはIBF世界ライトフライ級王者のノンティンガと同級2位ならびに指名挑戦者である矢吹正道との対戦を指令した。交渉期限は同年7月19日。
2024年10月12日、日本のリングに初登場。愛知県国際展示場で矢吹正道と対戦。しかし8回に右ストレートからの連打で1度、9回に連打と右ストレートで2度の計3度矢吹にダウンを奪われ、3度目のダウンを奪われた直後にレフェリーストップで9回1分50秒TKO負けを喫し王座から陥落した。

## 戦績
- プロボクシング：15戦 13勝 (10KO) 2敗

| 戦           | 日付           | 勝敗 | 時間     | 内容    | 対戦相手                     | 国籍             | 備考                                          |
| ------------ | -------------- | ---- | -------- | ------- | ---------------------------- | ---------------- | --------------------------------------------- |
| 1            | 2017年7月30日  | ☆    | 3R       | TKO     | サンディール・ウェッセルズ   | 南アフリカ共和国 | プロデビュー戦                                |
| 2            | 2017年12月10日 | ☆    | 2R       | TKO     | シベ・ジョンワナ             | 南アフリカ共和国 |                                               |
| 3            | 2018年4月8日   | ☆    | 3R       | KO      | ルシソ・マンサナ             | 南アフリカ共和国 |                                               |
| 4            | 2018年7月29日  | ☆    | 5R       | TKO     | ワビシレ・チョラニ           | 南アフリカ共和国 |                                               |
| 5            | 2018年10月21日 | ☆    | 9R 2:51  | TKO     | ティセッソ・モディサディフェ | 南アフリカ共和国 | ABUアフリカライトフライ級王座決定戦           |
| 6            | 2018年12月9日  | ☆    | 7R       | TKO     | ムシン・キソタ               | タンザニア       |                                               |
| 7            | 2019年4月7日   | ☆    | 1R 1:27  | KO      | アダム・ヤハヤ               | タンザニア       | IBFインターナショナルライトフライ級王座決定戦 |
| 8            | 2019年7月28日  | ☆    | 9R 1:48  | TKO     | シヤボンガ・シヨ             | 南アフリカ共和国 | IBFインターナショナル防衛1                    |
| 9            | 2020年3月8日   | ☆    | 5R       | TKO     | イヴァン・ソリアーノ         | フィリピン       | IBFインターナショナル防衛2                    |
| 10           | 2021年4月24日  | ☆    | 12R      | 判定3-0 | クリスチャン・アラネタ       | フィリピン       |                                               |
| 11           | 2022年9月3日   | ☆    | 12R      | 判定2-1 | エクトル・フローレス         | メキシコ         | IBF世界ライトフライ級王座決定戦               |
| 12           | 2023年7月2日   | ☆    | 12R      | 判定3-0 | レジー・スガノブ             | フィリピン       | IBF防衛1                                      |
| 13           | 2023年11月4日  | ★    | 2R 1:09  | KO      | エイドリアン・クリエル       | メキシコ         | IBF陥落                                       |
| 14           | 2024年2月16日  | ☆    | 10R 2:24 | TKO     | エイドリアン・クリエル       | メキシコ         | IBF世界ライトフライ級タイトルマッチ           |
| 15           | 2024年10月12日 | ★    | 9R 1:50  | TKO     | 矢吹正道（LUSH緑）           | 日本             | IBF陥落                                       |
| テンプレート |                |      |          |         |                              |                  |                                               |

## 獲得タイトル
- ABUライトフライ級王座
- IBFインターナショナルライトフライ級王座
- IBF世界ライトフライ級王座（1期目: 防衛1、2期目: 防衛0）